# DPh (Inschrift)

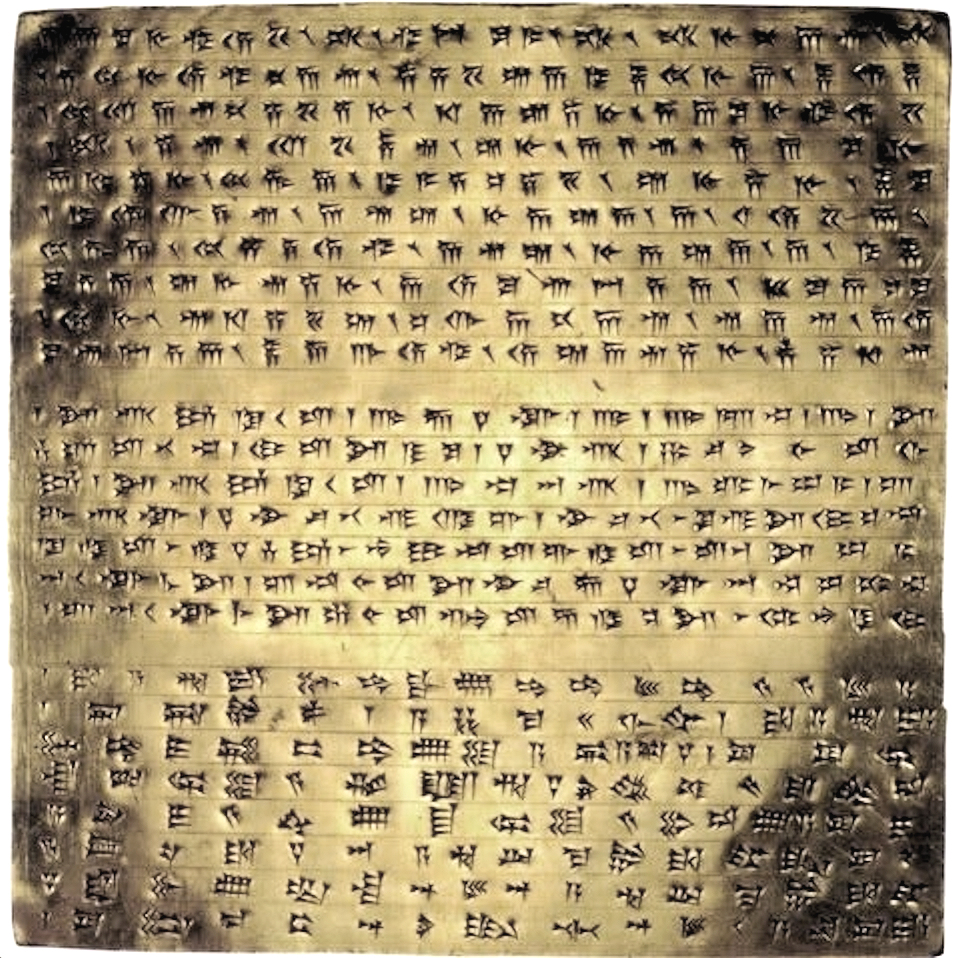
Eine der beiden Goldtafeln mit der Inschrift DPh

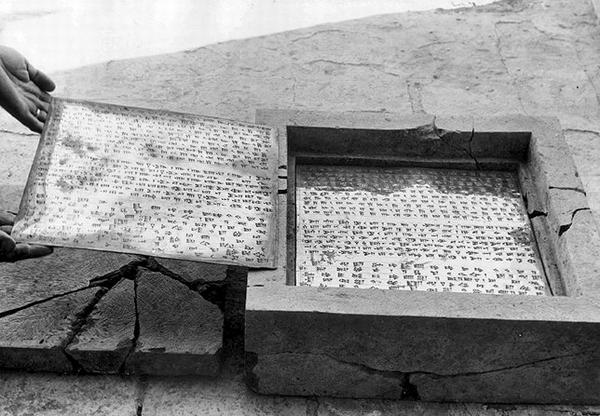
Steinbehälter mit Gold- (innen) und Silbertafel. Foto Erich Friedrich Schmidt

DPh ist die Abkürzung einer Inschrift von Dareios I. (D). Sie wurde in Persepolis (P) entdeckt und von der Wissenschaft mit einem Index (h) versehen. Die Inschrift liegt in altpersischer, elamischer und babylonischer Sprache vor.

## Inhalt
„§1. Dareios, der große König, König der Könige, König der Länder, des Hystaspes Sohn, ein Achaimenide.
§2. Es kündet Dareios, der König: Dies (ist) das Reich, das ich in Besitz habe, von den Saken, die jenseits von Sogdien (sind), bis hin nach Kuš (Nubien), von Indien bis hin nach Lydien, (und) das mir Ahuramazdǎ verliehen hat, der der größte unter den Göttern (ist). Mich soll Ahuramazdǎ schützen und mein Haus.“

## Beschreibung
Die Inschrift liegt in 4-facher Ausführung vor. Die Versionen sind auf zwei Goldtafeln, DPhG1–2, und zwei Silbertafeln, DPhS1–2, angebracht. Die Tafeln sind 33 cm lang, 33 cm breit und 1,6 cm dick. Die als „Fundamenturkunden des Apadana“ bezeichneten Tafeln befanden sich in zwei Steinbehältern mit je einer Gold- und Silberausführung, die im Nordosten und Südosten des Apadana von Friedrich Krefter am 18. und 20. September 1933 gefunden wurden. Die Ausgrabungen fanden im Rahmen einer Expedition des Oriental Institute der University of Chicago unter der Leitung von Erich Friedrich Schmidt statt. Die Tafeln mit den Inschriften wurden der damaligen persischen Regierung übergeben. Sie befinden sich heute im Iranischen Nationalmuseum.
Die altpersische Sprachversion hat 10, die elamische 7 und die babylonische 8 Zeilen. Der Text ist identisch mit demjenigen von DHa. Sie reiht sich in die anderen bekannten Gründungsurkunden (DSf, DSz und DSaa) ein. Im Gegensatz zu diesen beschränkt sich der Text aus dem Apadana auf eine kurze Bitte um Schutz des Palastes, ohne eine bestimmte Konstruktion zu nennen. Er beschreibt jedoch kurz und bündig die Ausdehnung des Reiches von Dareios I., was gut zur Funktion der Empfangshalle passt.